# Pycnopogon melanostomus
Pycnopogon melanostomus är en tvåvingeart som beskrevs av Friedrich Hermann Loew 1874. Pycnopogon melanostomus ingår i släktet Pycnopogon och familjen rovflugor. Inga underarter finns listade i Catalogue of Life.